# آنتیویل (ایندیانا)
آنتیویل (به انگلیسی: Antiville) یک منطقهٔ مسکونی در ایالات متحده آمریکا است که در شهرستان جی، ایندیانا واقع شده است. آنتیویل ۲۷۰٫۹۷ متر بالاتر از سطح دریا واقع شده است.